# Sông Cam

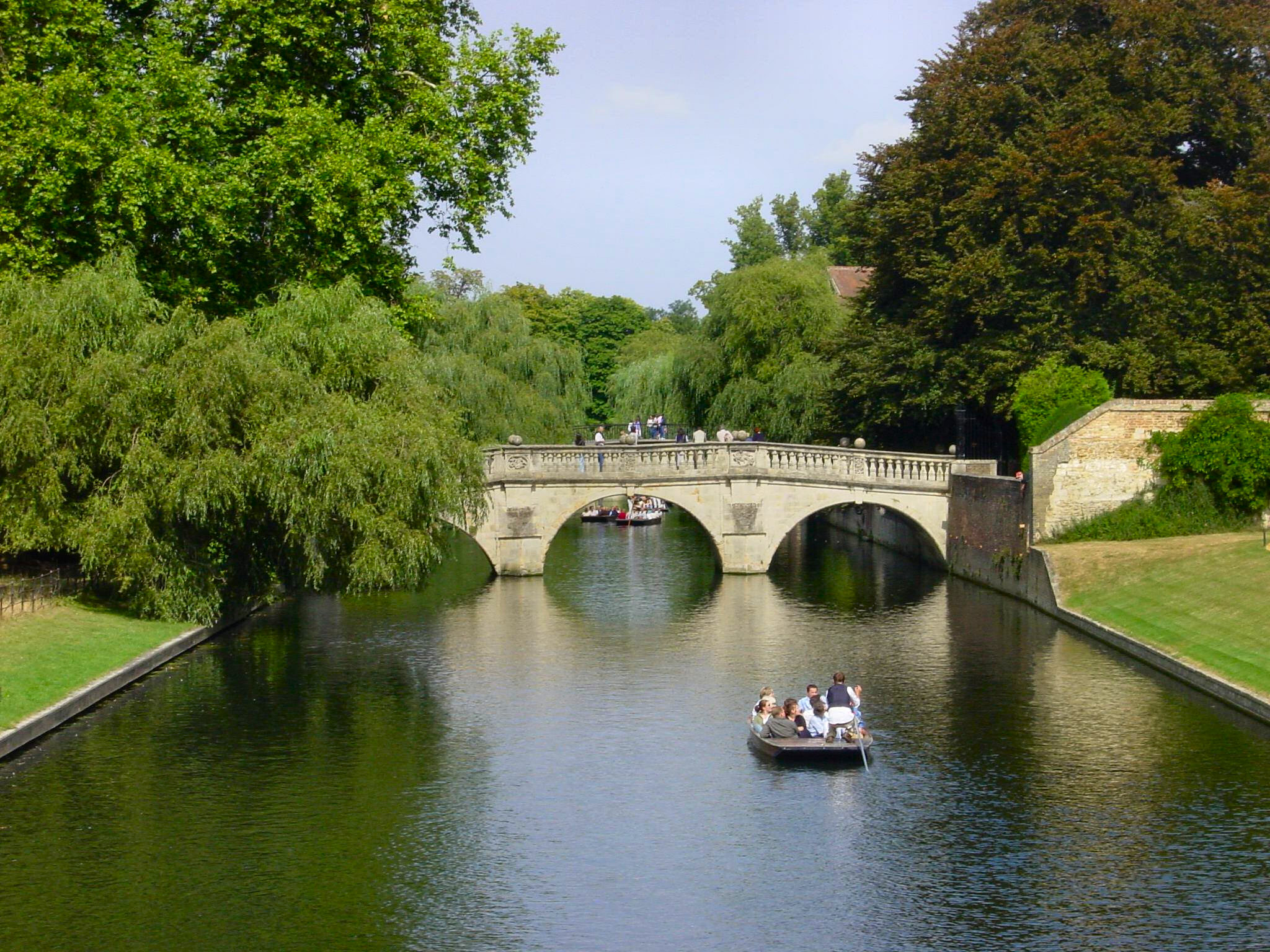
Vảnh từ cầu King's College nhìn lên phía Bắc

Sông Cam là con sông chính chảy qua Cambridge ở miền Đông nước Anh. Sau khi rời Cambridge, nó chảy hướng đông bắc vào it sông Great Ouse về phía nam của Ely tại Pope's Corner. Sông Great Ouse sau đó chạy vào Biển Bắc tại King's Lynn: Tổng cộng khoảng cách từ Cambridge ra tới biển khoảng 40 mi (64 km) và các loại thuyền như punts, thuyền nhỏ, và thuyền chèo có thể đi lại được. Sông Great Ouse cũng nối với hệ thống kinh đào Anh qua Middle Level Navigations và sông Nene.